# Наташа Зінько
Наташа Зінько (англ. Natasha Zinko; нар. Одеса) — британська та українська модельєрка одягу і дизайнерка ювелірних виробів. Працює у Лондоні.

## Біографія
Народилася в Одесі. Вивчала право. Працювала помічницею судді. У 1998 році одружилася, в 2008 народила сина Івана, у 2011 році переїхала з родиною в Лондон.
Зінько вивчала дизайн у Chelsea College of Arts та дизайн ювелірних виробів у Центральному коледжі мистецтва та дизайну імені Святого Мартіна. У 2008 році вона заснувала власний бренд «Natasha Zinko». Бренд спеціалізується на створенні ювелірних виробів та колекцій одягу. Одяг її бренду продається у Browns і Harrods. У лютому 2018 року пройшов показ її колекції одягу в рамках Лондонського тижня моди. Одяг з її колекцій одягали Бейонсе і Дженніфер Лопес.